# Compsothrips jacksoni
Compsothrips jacksoni är en insektsart som först beskrevs av Ian A. Hood 1925.  Compsothrips jacksoni ingår i släktet Compsothrips och familjen rörtripsar. Inga underarter finns listade i Catalogue of Life.